# Lossinia
Lossinia é um gênero do período Ediacarano da área do Mar Branco, na Rússia. Lossinia é um membro do extinto filo Proarticulata.

## Etimologia
O nome genérico refere-se ao Losinoe Bog (Moose Bog), perto da localidade de Winter Coast do Mar Branco na região de Arkhangelsk, Rússia, onde os fósseis são encontrados. O nome específico homenageia o guardião do Farol Zimnegorskiy, Valery S. Lisetskii.

## Descrição
Os fósseis pequenos e de forma oblonga variam em comprimento de 3,2 a 8,4 milímetros e de 1,8 a 4,7 milímetros de largura. O corpo é subdividido em uma região distinta da cabeça em formato semicircular e uma região do tronco alongada e segmentada. A cabeça inteira e a parte axial central do tronco são cobertas por extensa ornamentação de pequenos tubérculos. Esses tubérculos ocultam o caráter de segmentação do corpo próximo à zona axial, mas muito provavelmente são isômeros, normalmente vistos em outros Proarticulados típicos. A distinta cabeça coberta por tubérculos é típica de pequenos Proarticulata, como Onega e Archaeaspinus, e não está segmentado. A porção posterior do organismo é completamente coberta por tubérculos como em Armillifera.